# Fiat Panda (1980)
|  | Denne artikel omhandler modellen bygget mellem 1980 og 2003. For andre bilmodeller med samme navn, se Fiat Panda. |
Fiat Panda (type 141) var oprindeligt en lille Citroën 2CV-agtig bil, skabt til nem og billig transport. I perioden fra 1980 til 2003 blev den primært solgt på det italienske marked. 
De første motoralternativer var enten en 652 cc 2-cylindret, luftkølet motor fra Fiat 126 (Panda 30) eller en 903 cc 4-cylindret, vandkølet motor fra Fiat 127 (Panda 45). I september 1982 introduceredes Panda 34 med en 843 cc vandkølet motor fra Fiat 850.
I juni 1983 introduceres Panda 4×4 med firehjulstræk, som var udstyret med en 965 cc vandkølet motor med 36 kW (49 hk), lånt fra Autobianchi A112. Denne model var den første mikrobil med tværliggende motor og firehjulstræk.
Mindre ændringer i november 1984 ændrede udstyrsbetegnelserne til "L", "CL" og "S". 
I januar 1986 gennemgik Panda et større facelift, hvor den luftkølede 652 cc motor blev udskiftet med en vandkølet 769 cc, 34 hk vandkølet 4-cylindret motor, og 903 cc af en 999 cc med 45 hk (50 i 4×4). I april 1986 introduceredes en 1301 cc 4-cylindret dieselmotor med 37 hk (en neddroslet Fiat 127/Uno-motor). Med en standardmonteret 5-trins manuel gearkasse kunne den kun fås i forbindelse med basisudstyret "L".
Fra 1990 fandtes Panda også i en eldrevet udgave. Dens elmotor havde 14 kW (19 hk), men i modsætning til de andre Panda-modeller havde Elettra kun to siddepladser.
Modellen fik endnu et facelift i 1991, og fortsatte herefter på de fleste europæiske markeder frem til 1996, hvor den udgik som følge af skrappere forurenings- og sikkerhedsnormer. Produktionen og salget fortsatte dog i Italien helt frem til maj 2003.

## SEAT Panda/Marbella
Den spanske bilproducent SEAT producerede også versioner af Fiat Panda, som blev solgt under navnet SEAT Panda.
Indtil 1983 fremstillede SEAT kun omdøbte versioner af Fiat biler på baggrund af en licens mellem de to selskaber. 
Efter at Fiat solgte deres aktier i SEAT, og licensen udløb, fik de Fiat-baserede SEAT biler hurtigt mindre facelifts. Fra 1987 kendtes den som SEAT Marbella, indtil produktionen ophørte i 1998. SEAT blev opkøbt af Volkswagen i 1991.
Som efterfølger for SEAT Panda/Marbella kan ses SEAT Arosa, som fra 1997 til 2005 blev produceret i joint venture mellem Volkswagen (Lupo), Audi (A2) og SEAT (Arosa).

## Tekniske specifikationer
| Model              | Cylindre | Slagvolume cm³ | Max. effekt kW (hk) / omdr. | Max. drejningsmoment Nm / omdr. | Fødesystem | Kølesystem | 0-100 km/t sek. | Topfart km/t |
| ------------------ | -------- | -------------- | --------------------------- | ------------------------------- | ---------- | ---------- | --------------- | ------------ |
| Benzinmotorer      |          |                |                             |                                 |            |            |                 |              |
| Panda 30           | 2        | 652            | 22 (30) / 5500              | 41 / 3000                       | Karburator | Luft       |                 | 115          |
| Panda 34           | 4        | 770            | 25 (34) / 5250              | 57 / 3000                       | Karburator | Vand       | 23,0            | 125          |
| Panda 45           | 4        | 903            | 33 (45) / 5600              | 67 / 3000                       | Karburator | Vand       |                 | 140          |
| Panda 900 i.e.     | 4        | 899            | 29 (39) / 5500              | 65 / 3000                       | Monopoint  | Vand       | 19,5            | 135          |
| Panda 1000 i.e.    | 4        | 999            | 34 (46) / 5250              | 74 / 3250                       | Monopoint  | Vand       | 16,0            | 140          |
| Panda 4×4          | 4        | 965            | 36 (49) / 5600              | 69 / 3500                       | Karburator | Vand       |                 | 134          |
| Panda 4×4          | 4        | 999            | 37 (50) / 5500              | 78 / 3000                       | Karburator | Vand       | 17,5            | 135          |
| Panda 1100 4×4     | 4        | 1108           | 37 (50) / 5250              | 84 / 3000                       | Monopoint  | Vand       | 19,5            | 130          |
| Panda 1100 Selecta | 4        | 1108           | 37 (50) / 5250              | 84 / 3000                       | Monopoint  | Vand       | 16,0            | 140          |
| Dieselmotorer      |          |                |                             |                                 |            |            |                 |              |
| Panda 1300 D       | 4        | 1302           | 27 (37) / 4000              | 71 / 2500                       | Diesel     | Vand       | 25,0            | 130          |